# 女ねずみ小僧
『女ねずみ小僧』（おんなねずみこぞう）は、1989年にフジテレビ系で放送された時代劇シリーズ。1990年に2度、1995年に1度、単発スペシャル版も放送された。

## 概要
フジテレビ水曜夜8時枠時代劇の第一弾となる作品。同時間帯枠では、1984年4月4日に終了した『銭形平次』以来5年ぶりの連続時代劇となった。
1970年代に同じくフジテレビ系で放送された、小川真由美主演の「女ねずみ小僧シリーズ」（『浮世絵 女ねずみ小僧』・『ご存知!女ねずみ小僧』）のリメイク 。
主人公は、伊賀の赤目党の残党である、お凛（普段は常磐津の師匠）。義賊・女ねずみ小僧に変身し、6人の小ねずみ（弟子）と男ねずみ小僧（幼なじみで大工の留吉）と協力して、夜の江戸で活躍する。

## 女ねずみ小僧
1989年4月12日 - 7月5日（全12話）
- 放映： 毎週水曜日 20:00～20:54（第1話のみ19:30～20:54）
- 原案： 菊島隆三、安藤日出男 「ねずみ小僧異聞」
- 脚本： 佐藤繁子、福田善之、馬場當、伊勢間照、佐藤五月
- 監督： 高井牧人、山本邦彦、帯盛迪彦、中山三雄、舛田明廣、土井茂
- 音楽： 橋場清、藤野浩一
- 主題歌： SPLASH 『HEART OVER MIND』 （ポニーキャニオン S9A-1009）
- 技斗： 高倉英二、中瀬博文
- タイトルバック振付： 謝珠栄
- 技術協力： オーエイギャザリング
- プロデューサー： 宮本進、本間信行、藤田知久、鈴木哲夫（フジテレビ[注 2]）
- 制作： C.A.L、フジテレビジョン

### 放映リスト
|       |      | サブタイトル                                              | 脚本              | 監督     |
| ----- | ---- | --------------------------------------------------------- | ----------------- | -------- |
| [#1]  | 4/12 | 闇夜の屋根から愛のおひねり・ 女ねずみ軍団12年ぶり江戸襲撃 | 佐藤繁子          | 高井牧人 |
| [#2]  | 4/19 | 月がとっても青いから                                      | 馬場當            | 中山三雄 |
| [#3]  | 4/26 | お七の恋はスリリング                                      | 福田善之          | 中山三雄 |
| [#4]  | 5/03 | 花吹雪、謎の美人画                                        | 伊勢間照          | 山本邦彦 |
| [#5]  | 5/10 | ねずみ危うし！鈴の音チリン                                | 山本邦彦 伊勢間照 | 山本邦彦 |
| [#6]  | 5/17 | 眠れぬ江戸の美女                                          | 佐藤五月          | 帯盛迪彦 |
| [#7]  | 5/24 | 千両富は殺しの番号                                        | 伊勢間照          | 帯盛迪彦 |
| -     | 5/31 | 五木ひろし結婚披露宴の生中継で、休止                      |                   |          |
| [#8]  | 6/07 | 大流行！ねずみブランド                                    | 伊勢間照          | 土井茂   |
| [#9]  | 6/14 | さすらいのラブレター男                                    | 佐藤繁子          | 土井茂   |
| [#10] | 6/21 | 竹ヤブから千両箱・ 大先輩の大貫屋さん対策伝授             | 佐藤五月          | 舛田明廣 |
| [#11] | 6/28 | たたきゃいいってもんじゃない                              | 佐藤繁子          | 山本邦彦 |
| [#12] | 7/05 | 爆殺指令！ダイナマイトど〜ん                              | 佐藤繁子          | 山本邦彦 |

### レギュラー出演者
| 00女ねずみ お凛            | 大地真央   |
| 00男ねずみ 留吉            | 伊武雅刀   |
| 00南町奉行・内藤美濃守直康 | 露口茂     |
| 00同心・青木兵吾           | 橋本功     |
| 00下っ引き・新八           | 笑福亭笑瓶 |
| 00瓦版屋・半兵衛           | 花上晃     |
| （子ねずみ）               |            |
| 00ねの一番＝お美津         | 山本郁子   |
| 00ねの二番＝お紫乃         | 紫城いずみ |
| 00ねの三番＝お小夜         | 浅野愛子   |
| 00ねの四番＝おしん         | 小山みゆき |
| 00ねの五番＝お久           | 伊藤真美   |
| 00ねの九番＝おひこ         | 長谷川純代 |
| （準レギュラー）           |            |
| 00ゆめ                     | 野々村まみ |
| 00与力・黒水 数馬          | 森下哲夫   |

### ゲスト出演者など
^01話　「闇夜の屋根から愛のおひねり」
- 東野英治郎（女ねずみたちの大お頭 ・不動の丈六）　※特別出演
- 杉浦幸（鳴海屋の娘・おこの）
- 土屋嘉男（両替商・鳴海屋 幸左衛門）
- 日吉としやす（大目付・矢部）

^02話　「月がとっても青いから」
- 小林かおり（伊勢屋の娘・お志津）
- 今福将雄（呉服商・伊勢屋 伝右ェ門）
- 室井滋（腰元・すずな）

^03話　「お七の恋はスリリング」
- 八木さおり（八百屋の手伝い・お七）
- ひかる一平（同心見習い・杉山 吉三郎）
- 小笠原良知（与力・藤堂）
- 飯沼慧（信濃屋金蔵）
- 大橋雅子（信濃屋の娘・お鈴）

^04話　「花吹雪、謎の美人画」
- 峰岸徹（絵師・林 隆英）
- 井出一男（隆英の元弟子・京助）
- 内田勝正（旗本・額田 武太夫）
- 出光元（版元・叶屋 徳蔵）
- 奥野匡（廻船問屋・上總屋 与平）
- 近藤宏（井桁の五郎蔵）

^05話　「ねずみ危うし！鈴の音チリン」
- 沢竜二（小鈴の左平次）
- 平泉成（髙山 五郎衛門）
- 渥美国泰（近江屋 六蔵）
- 塚本信夫（越前屋 弥兵衛）
- 伊藤智之（越前屋の番頭・清吉）
- 遠藤征慈（赤澤屋 仁造）

^06話　「眠れぬ江戸の美女」
- 並木史朗（盗賊 疾風組・矢七）
- 北原佐和子（小間物屋 紅屋の娘・おけい）
- 津村鷹志（伊吹屋・伊之助）
- 高城淳一（近江屋 重兵衛）
- 草薙幸二郎（盗賊 疾風組の頭・玄蔵）

^07話　「千両富は殺しの番号」
- 赤塚真人（指物師・音吉）
- 佐野アツ子（音吉の妻・おはる）
- 佐藤蛾次郎（悪徳目明かし・櫓下の升蔵）
- 磯村憲司（升蔵の子分・捨松）
- 工藤啓子（升蔵の女・おうさ）
- 草薙良一（忠兵衛の義弟で備前屋の番頭・伊三郎）
- 児玉謙次（呉服商・備前屋 忠兵衛）

^08話　「大流行！ねずみブランド」
- 榎木孝明（元小間物店の若主人・清次郎）
- 賀田裕子（清次郎の恋人・お美代）
- 守田比呂也（お美代の父で羅宇屋・治助）
- 和崎俊哉（当時の小間物店の番頭・近江屋 利兵衛）
- 南祐輔（ヤクザ・般若の傳蔵）

^09話　「さすらいのラブレター男」
- 高岡健二（シャボン玉売り「玉や」の元とび職人「付け文小僧」・時二郎）
- 中島めぐみ（時二郎の生き別れた女房・お菊）
- 内田喜郎（お菊の現亭主である大工・佐吉）
- ※河合豊章（※折紙指導）

^10話　「竹ヤブから千両箱!!」
- 湯原昌幸（橘屋の番頭・太兵衛）
- 勝部演之（勘定奉行・山村 典膳）
- 早川雄三（蝋燭問屋・橘屋）
- 荒井玉青（橘屋の手代の妹・おちか）
- でんでん（瓦版屋・平助）
- 市川勇（瓦版屋・吾七）
- 新井康弘（瓦版屋・伝次）
- 及川ヒロオ（1つ目の千両箱の発見者・為八）
- 森川正太（2つ目の千両箱の発見者・七郎兵衛）
- 大貫久男（飛脚をしていた5年前に別件で千両箱を見つけたことがある大貫屋）　※特別出演

^11話　「たたきゃいいってもんじゃない」
- 可愛かずみ（おきみ）
- 樋口悟郎（飾り職人見習・清次）
- 村田正雄（越後屋）
- 石部英雄（佐助）
- 舟田走（走吉）
- 山谷初男（内藤家の用人）
- 大森木遣会（一番組・二番組・三番組）

^12話　「爆殺指令！ダイナマイトど〜ん」
- 若林豪（長崎奉行所から10日間の期限で赴任してきた特命同心・柴田彦四郎）
- 尾藤イサオ（柴田の手下・文助）
- 竹井みどり（柴田の仲間・おせん）
- 福原学（長屋のしじみ売りの少年・杉坊）

## スペシャル版

### いけないことだぞ、大江戸マラソン博奕地獄[26]
1990年9月26日（水）19:30～20:54放映
- 脚本：三谷幸喜
- 監督：舛田明廣
- 出演：大地真央／伊武雅刀／森口瑤子／

京本政樹／白竜／島村佳江／森沢なつ子／
野々村真／斎藤清子／北村総一朗／笑福亭笑瓶 ほか

### おめでとう！大地真央 女ねずみ小僧スペシャル「ごめんじゃすまない美女奪回大ばくち」
1990年12月12日（水）19:30～20:54放映
- 脚本：伊勢間照・三谷幸喜（共同脚本）
- 監督：山本邦彦
- 出演：大地真央／伊武雅刀／森口瑤子／

京本政樹／白竜／島村佳江／森沢なつ子／
中山仁／出光元／菅貫太郎 ／島崎路子（おくみ）／笑福亭笑瓶（発明家・仁助） ほか

### 狙われたからくり城！史上最悪のダイハード[29]
1995年1月7日（土）16:30～17:54放映
- 脚本：三谷幸喜
- 監督：藤由紀夫
- 出演：大地真央／伊武雅刀／森口瑤子／

中条きよし／中野誠也／内田勝正／山本紀彦／うえだ峻／江幡高志／小林隆 ほか